# 술라웨시해

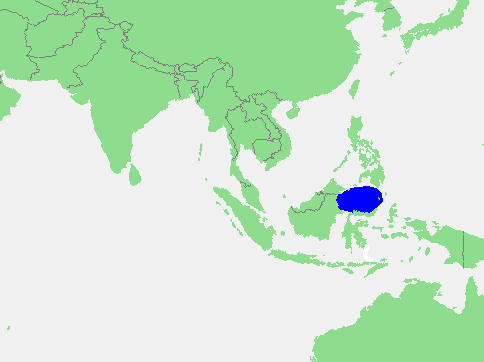
술라웨시해의 위치

술라웨시해(인도네시아어: Laut Sulawesi) 또는 셀레베스해(Celebes Sea)는 북쪽에 필리핀의 민다나오섬과 술루 제도, 동쪽에 상기에 제도, 남쪽에 술라웨시섬, 서쪽에 인도네시아의 칼리만탄으로 둘러싸인 바다를 말한다. 남북으로 약 675km, 동서로 약 837km 뻗어 있으며, 가장 깊은 곳은 수심 6,200m(20,300ft)이다. 북서쪽으로 술루해가 있으며, 남서쪽으로는 마카사르 해협을 통해 자와해로 연결된다.

## 같이 보기
- 모로만
- 탈라우드 제도